# Limax gerhardti
Limax gerhardti ist eine Nacktschnecken-Art aus der Familie der  Schnegel (Limacidae), die zu den Landlungenschnecken (Stylommatophora) gehört.

## Merkmale
Limax gerhardti wird ausgestreckt bis etwa 15 cm lang (13 cm). Er ist einheitlich tiefschwarz gefärbt mit feinen längsverlaufenden Runzeln. Die Sohle ist längs in drei Felder geteilt. Das mittlere Feld ist rosa, die beiden Seitenfelder dunkler rosa gefärbt mit einem schmalen schwarzen Randsaum. Der Kiel ist kurz. Der Vorderrand des Mantelschildes ist gerundet, der Hinterrand leicht gewinkelt.
Die Zwitterdrüse sitzt im apikalen Teil des Eingeweidesackes und ist annähernd keilförmig. Sie besteht aus mehreren Lappen. Der dünne Zwittergang ist stark gewunden und teils auch spiralisiert. Der Eisamenleiter (Spermovidukt) ist vergleichsweise kurz und von einer großen Prostatadrüse umgeben. Der freie Eileiter bleibt annähernd gleich dick, ohne terminale Erweiterung. Die Samenblase ist klein und birnenförmig mit einem kurzen Stiel. Der Penis ist ausgestülpt bei der Kopulation 22 bis 50 mm lang (Durchschnitt 35 bis 38 mm). Im eingestülpten Zustand ist der apikale Teil leicht eingeschnürt. Der Samenleiter (Vas deferens) mündet fast an der Spitze in den eingeschnürten Teil des Penis; direkt an der Spitze setzt der Penisretraktormuskel an. Der Samenleiter umschlingt den Penis mehrmals.

### Ähnliche Arten
Limax gerhardti unterscheidet sich (bisher) durch das komplexe Kopulationsverhalten von allen übrigen Limax-Arten. Aufgrund der dreigeteilten Sohle mit rotgefärbten Seitenfelder und der Sexualbiologie gehört er zur Corsicus-Gruppe s. l. Die Einschränkung "bisher" bezieht sich darauf, dass nur bei wenigen Arten das Kopulationsverhalten detailliert untersucht ist.

## Geographische Verbreitung und Lebensweise
Die Art ist ein Endemit der italienischen Insel Ischia. Über die Lebensweise im Freiland ist nichts bekannt. In der Gefangenschaft wurden die Tiere mit Gurken, Möhren und Salat gefüttert.

## Fortpflanzung
Das Kopulationsverhalten dieser Art wurde von Ulrich Gerhardt sehr detailliert beschrieben. Dieses beginnt durch die bisweilen stundenlange Verfolgung eines paarungsbereiten Tieres durch ein anderes paarungsbereites Tier. Der Verfolger legt dabei immer wieder die Schwanzspitze des Verfolgten. Die Verfolgung endet in einiger Höhe über dem Boden, entweder an der Unterseite eines Astes oder an einer senkrechten Fläche. Die Tiere bilden nun einen Kreis, indem das verfolgte Tier sich nach rechts hinten umbiegt. Etwa eine Stunde dauert das Herumkriechen im Kreis. Der Kreis wird zum Schluss immer enger und schließlich legen die Tiere ihre Köpfe rechts auf den Mantel des Partners. Dann schlagen sie unter Beißen und Schleimbilden die Köpfe hakenförmig zusammen. Die Körper lösen sich unter weiterem Umschlingen immer weiter von der Unterlage ab. Die Umklammerung ist zunächst sehr eng, lockert sich wieder, um erneut enger zu werden. Dies wiederholt sich mehrmals. An den Schwanzspitzen bilden beide Partner je ein dreieckiges Schleimsegel, mit dem die Tiere während der eigentlichen Kopulation an der Unterlage angeheftet sind. Schließlich hören die heftigen Bewegungen auf, und die Köpfe hängen nun in gleicher Höhe nach unten. Erst dann treten die Penes aus den Geschlechtsöffnungen heraus, zuerst nur kurz und etwa 2 mm dick. Ganz allmählich verlängern sie sich weiter. Die Spitzen krümmen sich in die Waagrechte ein und die beiden Penes beginnen sich zu suchen. Hat Kontakt stattgefunden, umwickeln sie sich spiralig und werden langsam zur vollen Länge ausgestülpt (22 bis 50 mm lang, ø 35 bis 38 mm). Diese Phase kann 2 Stunden oder länger dauern. Bereits wenn eine ausgestülpte Penislänge von 10 cm erreicht, erscheinen schon die Spermapakete an der Basis der Penes. Es handelt sich um bräunlichgelbe, weizenkorngroße Körper, die in der Literatur auch als Spermatophoren bezeichnet werden. In den spiralisierten Penisteilen sammelt sich immer mehr blaue Flüssigkeit (Hämolymphe) an. Diese wird nun durch rhythmisches Verkürzen und Verlängern der Penes und auch durch ständige Drehbewegungen höher als die Spermapakete gepumpt, um dann durch Pressen der Penisbasen einen Druck oberhalb der Spermapakete zu erzeugen. Dieser fortwährende Pumpvorgang und anschließende Druckaufbau bewegt die Spermapakete allmählich zu den Penisspitzen. Die blaue Flüssigkeit und auch die Spermapakete gelangen zunächst noch nicht in den spiralisierten Endteil des Penis. Die letzte Phase der Wanderung der Spermapakete wird durch ein Verkürzen des Penis auf etwa ⅔ der bereits erreichen Länge eingeleitet. Dann erscheint auch blaue Flüssigkeit unterhalb der Spermapakete und oberhalb der spiralisierten Endteile der Penes. Die Penes werden wieder länger und unter heftigen Drehungen und peristaltischen Bewegungen der Penes werden nun die Spermapakete durch die spiralisierten Teile gepresst und bleiben etwa 5 mm vor der Penisspitze stehen. Die Wanderung der Spermapakete vom Erscheinen bis zum Erreichen der Penisspitzen dauert oft zwei Stunden und mehr. Die Penes erreichen nun ihre volle Länge. Sie hängen dabei bis auf einen kurzen spiralisierten Teil oberhalb der Spitzen parallel dicht nebeneinander. Die Kämme erstrecken sich zwar über die gesamte Länge, sind jedoch nur schwach ausgebildet und treten daher kaum in Erscheinung. Lediglich an den Spitzen sind sie schaufelförmig entwickelt. Die freien Spitzen unterhalb des spiralisierten Penisteils sind fast in die Horizontale gekrümmt und führen greifende Bewegungen aus. Die blaue Flüssigkeit hat sich nun in den Spitzen angesammelt, die Spermapakete heben sich farblich deutlich ab. Im spiralisierten Teil wird die blaue Flüssigkeit ständig auf- und abgepumpt. Die Penes verkürzen sich nun, die Streckungen erreichen nicht mehr die volle Länge. Ist nun eine Penislänge von 8 bis 10 cm erreicht, erfolgt die Übertragung der Spermapakete. Das Spermapaket gleitet zunächst auf die schaufelförmigen Kämme, diese umgreifen den Penis des Partners und kleben das Spermapaket außen an den Penis. Nur wenig später erfolgt der gleiche Vorgang vonseiten des anderen Partners. Die Übertragung dauert jeweils nur Sekunden. Während bei anderen Limax-Arten nun die Trennung der ineinander verschlungenen Penes und Körper eingeleitet wird, bilden die ineinander verschlungenen Penes von L. gerhardti bzw. die stark verbreiterten Kämme ein hutförmiges Gebilde, das sehr deutlich gegen die dünnen Penisbasen abgesetzt ist. Dieses Stadium kann bis zu 1½ Stunden dauern. Erst danach ziehen sich die Kämme zurück und die angeklebten Spermapakete werden sichtbar. Danach erfolgt das weitere Verkürzen der Penes, durch Einziehen, kurzzeitigem Ausstülpen, das nicht mehr die ursprüngliche Länge erreicht, und erneutem Einziehen. Die Spermapakete werden in die Spitzen der Penes eingestülpt. Beim Einziehen wird der ausgeschiedene Schleim einschließlich evtl. anheftender Fremdkörper von den Penes abgestreift und fällt schließlich zu Boden. Diese letzte Phase dauert bis zwei bis fünf Stunden, im Ausnahmefall auch bis zu acht Stunden. Erst wenn die Penes völlig in den Geschlechtsöffnungen (Atria) verschwunden sind, erscheint der Kopf unter dem Mantel und werden die Fühler ausgestreckt. Ein Tier klettert dann am Körper des anderen Tieres hoch, über das Schleimsegel bis zu einer festen Unterlage, danach auch das zweite Tier. Beide Tiere kriechen nun voneinander weg, weitere Kontakte finden nicht statt. Die Kopulation kann mehrmals in einer Saison stattfinden. Insgesamt dauert die Kopulation von der Kreisbildung bis zur Trennung etwa fünf bis sechs Stunden, im Ausnahmefall auch bis zu 11 Stunden.
Ob Selbstbefruchtung ohne Partner möglich ist, ist bisher nicht untersucht. In einem Fall beobachtete U. Gerhardt ein Paar in Kopula, bei dem die Übertragung der Spermapakete scheiterte, weil bei einem Partner sich die Kämme des Penis nicht entfalteten. Dadurch konnte das Spermapaket nicht auf den Penis des Partners übertragen werden, und auch die Übertragung des Spermapaketes des anderen Partners kam nicht zustande, sodass die beiden Tiere ihre jeweils eigenen Spermapakete wieder einzogen. Ob es zur Befruchtung mit dem jeweils eigenen Sperma kam, ist nicht untersucht.
Die Kopulationsperiode dauerte in Gefangenschaft von August bis Oktober. Beobachtungen aus dem Freiland liegen dazu nicht vor.

## Taxonomie
Das Taxon wurde im Grunde schon von Ulrich Gerhardt 1937 erkannt und teilweise auch schon beschrieben (als Limax sp.). Im Anschluss daran erschien im selben Jahr die Arbeit von Günther Niethammer, der das Taxon wissenschaftlich formal beschrieb und nach Ulrich Gerhardt benannte. Die Art geriet fast in Vergessenheit und wurde erst in jüngerer Zeit wieder zur Kenntnis genommen.

## Belege

### Online
- AnimalBase - Limax gerhardti